# PhyloCode
De PhyloCode, voluit de International Code of Phylogenetic Nomenclature, is bedoeld als een set nomenclatuurregels die formele namen regelt voor fylogenetisch gedefinieerde groepen. Onder de PhyloCode mag voor deze fylogenetische definitie uit meerdere vormen gekozen worden. 
De PhyloCode beperkt zich tot namen voor groepen boven de rang van soort. Taxa in de rang van soort, en lager, houden de naam die ze onder reguliere stelsels voor naamgeving hebben.
Het eerste ontwerp is (online) gepubliceerd in 2000, en na een ruime periode voor discussie is de PhyloCode in 2020 in werking getreden met de publicatie van een lijst Phylonyms. Er is een coördinerende vereniging, de International Society for Phylogenetic Nomenclature, die een tijdschrift uitgeeft onder de titel Bulletin of Phylogenetic Nomenclature.

## Voorbeeld
Een voorbeeld van een groep die wel een clade is maar tot nu toe geen formeel benoemd taxon zijn de 'nieuwe' tweezaadlobbigen, in het Engels aangeduid als "eudicots" of, soms, "tricolpates". Voor deze groep is de naam Eudicotyledoneae voorgesteld; ook wel te schrijven: /Eudicotyledoneae met een extra schuine streep " / " om aan te geven dat het een naam betreft onder de PhyloCode.

## Onderscheid
Om de herkenbaarheid te bevorderen neemt de PhyloCode in veel gevallen bestaande namen (pre-existing names) 'over', of, preciezer gezegd, vestigt nieuwe phylonyms die dezelfde spelling hebben als een bestaande naam. Van de andere kant brengt dit ook een risico mee van verwarring.
In geval van een geslachtsnaam adviseert de PhyloCode om aan te geven of die naam ook erkend is als naam van een clade (wat dan in feite een andere naam is met dezelfde spelling), of alleen in gebruik is als deel van de naam van een soort (of van een taxon lager in rang dan soort), bijvoorbeeld door "[P]" of "[nP]" voor de naam te zetten.
In geval onder verschillende reguliere stelsels voor naamgeving namen met dezelfde spelling in gebruik zijn (zo is er een geslacht Prunella van planten en ook een geslacht Prunella van vogels) kan onder de PhyloCode een naam met voorvoegsel gevestigd worden (zoals Phyto-Prunella ).
Ook de auteurcitatie kan het verschil duidelijk maken, bijvoorbeeld 
Cynoxylon (Rafinesque) Rafinesque (1838) [Z-Y. Du, Q-Y. Xiang, P. S. Soltis, and D. E. Soltis (2024)]
geeft aan dat het hier gaat om de naam voor een clade onder de PhyloCode, en niet om een geslacht Cynoxylon.